# Dolianthus epiphyticus
Dolianthus epiphyticus är en måreväxtart som först beskrevs av Theodoric Valeton, och fick sitt nu gällande namn av Aaron Paul Davis. Dolianthus epiphyticus ingår i släktet Dolianthus och familjen måreväxter. Inga underarter finns listade i Catalogue of Life.